# Lepthyphantes rudrai
Lepthyphantes rudrai este o specie de păianjeni din genul Lepthyphantes, familia Linyphiidae, descrisă de Tikader, 1970. Conform Catalogue of Life specia Lepthyphantes rudrai nu are subspecii cunoscute.